# 自己色彩
《自己色彩》為中村優的第2張單曲。

## 解説
- NHK動畫《棒球大聯盟》（5th season）片尾曲。
- 為了紀念發行這張單曲，原本預定在6月14日於海老名市的ViNA WALK舉辦見面會，卻因為當天在市內確認有新流感的感染病例而延期；之後在7月26日舉行了回顧演唱會[1]。

## 收錄曲
1. 自己色彩 (4:09)
作詞：　作曲：　編曲：MISSILE CHEWBACCA
2. 未來的旋律 (4:42)
作詞・作曲・編曲：紗希
3. 自己色彩（Less Vocal） (4:09)
4. 未來的旋律（Less Vocal） (4:42)

## 腳註
1. ↑  . 2009-07-27  [2009年7月29日]. （原始内容存档于2021-03-14）.